# Johan Moraeus
Johan Hansson Moraeus, född 19 mars 1672 i Falu Kristine församling, död 29 november 1742 i Stora Kopparbergs församling, var en svensk bergsläkare och Carl von Linnés svärfar.

## Biografi
Johan Moraeus var son till kronobefallningsmannen Hans Johan Moraeus (död 1677) och Barbro Svedberg, dotter till bergsman Daniel Isaksson och Anna Persdotter Bullernaesia och syster till Jesper Svedberg.
Moraeus var från 1708 bergsläkare vid Falu gruva och invaldes 1739 som ledamot av Kungliga Vetenskapsakademien, som han samma år lät grunda med sin kollega och svärson Carl Linnaeus. Den 24 februari 1715 gifte han sig med Elisabet Hansdotter (1691–1769), dotter till bergsrådmannen Hans Israelsson (1656–1732) och Sara Danielsdotter (1667–1741). De fick tillsammans sju barn, varav det äldsta Sara Elisabeth Moraea gifte sig 1738 med Carl Linnaeus som 1757 adlades till Carl von Linné.
Johan Hansson Moraeus är farfars farfars farfars far till musikerna Kalle, Olle och Per-Erik Moraeus.